# شواء لندن
شواء لندن  (بالإنجليزية: London broil)‏، المعروف أيضًا باسم "داوسون" في مناطق جنوب الولايات المتحدة، هو طبق لحم بقري يُصنع عن طريق شواء اللحم البقري المتبل، ثم تقطيعه إلى شرائح رفيعة. على الرغم من اسمه، فإن الطبق والمصطلحات أمريكية وليست بريطانية.

## التحضير
عادة ما يتضمن تحضير شواء لندن من خلال نقع اللحم لعدة ساعات ثم مباشرة عملية الشواء من خلال إستخدام الحرارة العالية في شواية الفرن أو الشواء في الهواء الطلق. ثم يتم تقديمه في شرائح رفيعة مقطعة عبر الحبوب.

## في كندا
في أجزاء من وسط كندا، تُعرف فطيرة اللحم المفروم الملفوفة في الخاصرة أو شريحة لحم مستديرة باسم شواء لندن. يقوم بعض الجزارين بلف شريحة لحم الخاصرة حول خليط من اللحم المتبل والمطحون أو الخاصرة. ويبيع آخرون فطيرة سجق لحم الخنزير ملفوفة في الخاصرة أو شريحة لحم مستديرة العلوية تسمى شواء لندن. نوع آخر، شائع في جنوب أونتاريو، هو "رغيف" شواء لندن، حيث يتم لف الجزء الخارجي لشريحة لحم الخاصرة حول لحم العجل المفروم والتوابل كحشو. في بعض المناطق، يُضاف لحم الخنزير المقدد بين شريحة لحم الخاصرة وطحن لحم العجل.